# Orbulina universa
Orbulina universa d'Orbigny, 1839, es una especie extinta de foraminífero planctónico del género Orbulina, de la familia Globigerinidae. de la superfamilia Globigerinoidea, del suborden Globigerinina y del orden Globigerinida. Su rango cronoestratigráfico abarca desde el Serravaliense (Mioceno medio) hasta la Actualidad).

## Lista de sinonimias
- 1839 Orbulina universa d'Orbigny, p. 3 , lam. 1, fig, 1